# Золотий Ключ (Бурятія)
Золотий Ключ (рос. Золотой Ключ) — селище Прибайкальського району, Бурятії Росії. Входить до складу Сільського поселення Туркинського.
Населення — 95 осіб (2015 рік).